# Kitzingen
Kitzingen er administrationsby (Große Kreisstadt) i Landkreis Kitzingen. Den har gennem historien været en central vinhandelsby i Regierungsbezirk Unterfranken og er kendt for sine gamle broer over floden Main.

## Geografi
Kitzingen ligger ved Main i Maindreieck . Steigerwald ligger i en afstand af ti kilometer , og den nærmeste storby er Würzburg.

### Ausdehnung des Stadtgebiets
Den historiske bykerne i Kitzingen ligger vest for Main; på den østlige side ligger omfangsrige beboelses- og industriområder. Kitzingen er en broby og har fem broer over Main: Nordbrücke, Alte Mainbrücke, Konrad-Adenauer-Brücke, Südbrücke og jernbanebroen.
Byområdet med tilhørende bebyggelser strækker sig omkring fem kilometer fra vest til øst, og tre kilometer fra nord til syd.

### Nabokommuner
Kitzingen nabokommuner er Albertshofen, Buchbrunn, Fröhstockheim, Großlangheim, Kaltensondheim, Mainbernheim, Mainstockheim, Marktsteft und Sulzfeld.

### Inddeling
I kommunen ligger ud over Kitzingen, landsbyerne Etwashausen, Siedlung, Sickershausen, Hoheim, Repperndorf og
Hohenfeld

## Historie
Kitzingens historie begynder omkring 745 med grundlæggelsen af et nonnekloster, Kloster Kitzingen

### Zeittafel
- 745 Bonifatius indvier Benediktinerkloster Kitzingen, der ifølge et sagn er grundlagt af Hadeloga
- 1040 Nævnes en „villa“ i Kitzingen.
- 1443 Kitzingen pantsættes til Fyrstendømmet Ansbach for 39.100 Gulden.
- 1469-1496 Bygges Falterturm som en del af byens befæstning (Er i dag hjemsted for det tyske fastelavnsmuseum).
- 1499 Bygges den gamle Mainbro.
- 1525 Talrige Kitzinger deltager i Den tyske bondekrig, men oprøret bliver slået ned.
- 1530 Kitzingen bliver protestantisk.
- 1561-1563 Rådhuset bygges i Renaissancestil.
- 1629 Pantet indfries, og byen bliver katolsk igen.
- 1629-1650 kom det til en Konfessionsstrid, der først sluttede i 1650.
- 1650 Würzburgs fyrstebiskop indgår en overenskomst der giver plads til begge trosretninger i Kitzingen.
- 1695 Klosterkirken, der er den nuværende Johanneskirke, bygges.
- 1741-1745 Kreuzkapelle i forstaden Etwashausen bygges med Balthasar Neumann som bygmester.
- 1754 Michaelskirken i Etwashausen bliver indviet Det er den første protestantiske kirke i Kitzingen; den er i dag en bolig.
- 1792-1815 Svære skader under Napoleonskrigene.
- 1802 Kitzingen kommer under Bayern.
- 1865 Byen knyttes til jernbanenettet.
- 1942 På Militærflyvepladsen er der en Stuka-skole
- 1945 Byen beskadiges af allierede bombeangreb.
- 1950 Indvielse af den nye katolske kirke St.Vinzenz i bydelen Siedlung.
- 1972 får Kitzingen Status som Große Kreisstadt.
- 1978 Sickershausen, Hoheim, Repperndorf og Hohenfeld indlemmes i kommunen.
- 2006 Den amerikanske garnison nedlægges.